# Stanisław Błeszyński
Stanisław Błeszyński (Cracòvia, 13 d'agost de 1927 - Bonn, 24 de desembre de 1969), va ser un entomòleg polonès, especialitzat en lepidòpters (principalment en Crambidae).
Błeszyński va treballar a l'Institut de Sistemàtica i Evolució dels Animals de l'Acadèmia de Ciències de Polònia (Polska Akademia Nauk, PAN) a partir de 1945. Va dirigir el Laboratori d'Insectes (després Laboratori d'Invertebrats) des de 1958 fins a 1967. Després es va traslladar a Alemanya, on va treballar al Museum Alexander Koenig (ZFMK) a Bonn.